# Olympische Sommerspiele 2020/Teilnehmer (Andorra)
| Gelbes Symbol für Goldmedaillen mit stilisierten Olympischen Ringen | Graues Symbol für Silbermedaillen mit stilisierten Olympischen Ringen | Braundes Symbol für Bronzemedaillen mit stilisierten Olympischen Ringen |
| ------------------------------------------------------------------- | --------------------------------------------------------------------- | ----------------------------------------------------------------------- |
| —                                                                   | —                                                                     | —                                                                       |

Andorra nahm an den Olympischen Spielen 2020 in Tokio mit zwei Sportlern in zwei Sportarten teil. Es war die insgesamt zwölfte Teilnahme an Olympischen Sommerspielen.

## Teilnehmer nach Sportarten

### Kanu

#### Kanuslalom
| Athleten                | Wettbewerb | Vorlauf     | Vorlauf | Halbfinale  | Halbfinale | Finale        | Finale        | Rang |
| Athleten                | Wettbewerb | Zeit        | Rang    | Zeit        | Rang       | Zeit          | Rang          | Rang |
| ----------------------- | ---------- | ----------- | ------- | ----------- | ---------- | ------------- | ------------- | ---- |
| Frauen                  |            |             |         |             |            |               |               |      |
| Mònica Dòria Vilarrubla | K-1        | 1:50,54 min | 14      | 1:58,15 min | 16         | ausgeschieden | ausgeschieden | 16   |
| Mònica Dòria            | C-1        | 1:53,78 min | 9       | 2:08,32 min | 11         | ausgeschieden | ausgeschieden | 11   |

### Leichtathletik
Laufen und Gehen 
| Athleten | Wettbewerb | Runde 1     | Runde 1 | Halbfinale    | Halbfinale    | Finale        | Finale        | Rang |
| Athleten | Wettbewerb | Zeit        | Rang    | Zeit          | Rang          | Zeit          | Rang          | Rang |
| -------- | ---------- | ----------- | ------- | ------------- | ------------- | ------------- | ------------- | ---- |
| Männer   |            |             |         |               |               |               |               |      |
| Pol Moya | 800 m      | 1:47,44 min | 37      | ausgeschieden | ausgeschieden | ausgeschieden | ausgeschieden | 37   |